# Albion Small
Pour les articles homonymes, voir Small.
Albion Woodbury Small (1854-1926) est un sociologue américain qui s’est illustré notamment à partir de 1892 comme directeur de l'un des premiers départements de sociologie jamais créé, celui de l'université de Chicago.
Sa candidature fut retenue en raison de ses études en économie (complétées en Allemagne). Cette discipline était particulièrement populaire à l'époque, en particulier à l’université de Chicago. Small possédait également comme atout une solide expérience de gestionnaire dans le système éducatif. De plus, l'université de Chicago était une université confessionnelle et Small était pasteur.
En 1894, Small rédigea le premier manuel destiné aux étudiants en sociologie. Il fonda la Revue américaine de sociologie (American Journal of Sociology).
Pour Small, la sociologie était une science. Positiviste évolutionniste, il chercha néanmoins à se détacher d'Auguste Comte dont il ne partageait pas les aspirations réformistes. Et bien qu'il connût l'œuvre de Marx qu'il avait découverte lors de ses études en Europe et qu'il pratiquât une sociologie historique, il resta foncièrement anti-marxiste.